# (180) Гарумна
(180) Гарумна (фр. Garumna) — это небольшой астероид главного пояса, принадлежащий к светлому спектральному классу S. Он был открыт 29 января 1878 года французским астрономом Перротэном в Тулузской обсерватории и назван в честь старинного названия реки Гаронна во Франции, на берегах которой расположена Тулуза.

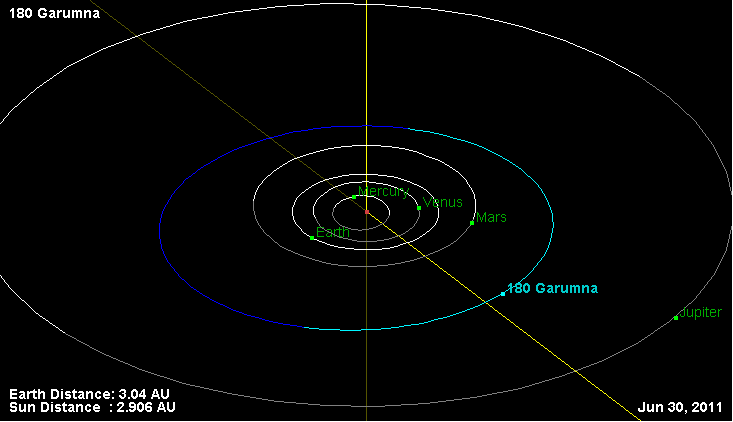
Орбита астероида Гарумна и его положение в Солнечной системе